# Ghost Hunters International
Ghost Hunters International ou "GHI" (Os Caçadores de Fantasmas Internacional) é uma série spin off que mostra a equipe internacional da TAPS, em busca de coisas paranormais em outros países, a maioria dos casos acontece na Europa. O Programa tem 1 hora de duração, no qual mostra viagens ao redor do mundo e a investigação completa, buscas de provas e o significado delas sendo que no fim de cada trabalho tudo isso é contado ao cliente. O programa é transmitido no SyFy Channel.
A intenção dos investigadores é provar que é possível não existir atividade paranormal, mas muitas vezes a paranormalidade é encontrada, por exemplo, se houver uma batida na casa, eles tentarão achar a explicação para isso, mas se for algo paranormal eles vão explicar para o cliente, utilizando as formas que eles possuem de investigar.

## Equipe
Membros Atuais
- Barry Fitzgerald - Investigador Chefe
- Kris Williams - Investigadora Chefe
- Susan Slaughter - Investigadora/Gerente de Caso
- Paul Bradford - Investigador/Gerente Técnico
- Joe Chin - Investigador
- Scott Tepperman - Investigador

Membros Originais
- Robb Demarest - Investigador Chefe
- Andy Andrews - Investigador Chefe
- Barry Fitzgerald - Investigador
- Donna La Croix - Gerente de Caso
- Brian Harnois - Gerente Técnico
- Shannon Sylvia - Investigadora

Membros Antigos
- Robb Demarest - Investigador Chefe
- Andy Andrews - Investigador Chefe
- Brian Harnois - Gerente Técnico
- Donna La Croix - Gerente de Caso
- Brandy Green - Gerente de Caso
- Dustin Pari - Investigador
- Ashley Godwin - Investigadora
- Shannon Sylvia - Investigadora
- Angela Alderman - Investigadora

Participações Especiais
- Josh Gates - De Destination Truth apareceu no episódio "Frankenstein's Castle"
- Kris Williams - Da TAPS, apareceu em "Castle of the Damned"
- Robert Hernandez - Investigador
- Paul Winters - Investigador do Peru

- Membros Originais, são os investigadores que originaram a equipe do GHI.

## Equipamentos
Os membros da TAPS e do GHI utilizam diversos equipamentos para detectar fantasmas como:
- EMF - "Electromagnetic field scanners" que em português quer dizer "scanners de campo eletromagnético", nos quais os Caçadores de Fantasmas usam para ver se há fantasmas ou não através da indicação do ponteiro, ou se a fiação elétrica causa um campo magnético muito forte o qual pode causar mal-estar e dor de cabeça ou fazer imaginar coisas como fantasmas por exemplo.

- Câmeras de vídeo - para gravar sons e imagens de fantasmas ou qualquer coisa paranormal.

- MiniDV - de medida "S", medem aproximadamente 65 x 48 x 12 mm.

- Câmeras fotográficas - para fotos de fantasmas.

- Câmeras full-spectrum - Para fazer fotos de fantasmas com espectro infravermelho e ultravioleta.

## Episódios
Ghost Hunters International possui 2 temporadas, com um total de 42 episódios.
| Temporada | Temporada | Nº. episodios  | Início da temporada  | Final da temporada      |
| --------- | --------- | -------------- | -------------------- | ----------------------- |
|           | 1         | 23             | 9 de janeiro de 2008 | 4 de março de 2009      |
|           | 2         | 26             | 8 de julho de 2009   | 16 de fevereiro de 2011 |
|           | 3         | 6 (no momento) | 13 de julho de 2011  | TBA                     |

## Curiosidades
- Os unicos membros da equipe original que ainda estão na série são: Robb Demarest e Barry Fitzgerald.
- Shannon Sylvia participa até o episódio 107 - Frankenstein's Castle e deixa a equipe. Entra em seu lugar o investigador Dustin Pari que tem sua primeira participação no episódio 108 - Larnach Castle.
- Donna La Croix participa até o episódio 109 - Devil Dog e deixa a equipe devido a problemas de saúde. Entra em seu lugar a investigadora Brandy Green que tem sua primeira participação no episódio 110 - Castle of the Damned.
- Brian Harnois participa até o episódio 110 - Castle of the Damned e deixa a equipe. Entra em seu lugar a investigadora Angela Alderman que tem sua primeira participação no episódio 115 - The Ghost Child of Peru.
- Andy Andrews participa até o episódio 114 - Dracula's Castle e deixa a equipe. Entra em seu lugar o investigador Joe Chin que tem sua primeira participação no episódio 118 - Restless Souls of Sweden.
- Muitas vezes no programa Ghost Hunters e no Ghost Hunters Internacional, Brian Harnois é o que arranja mais confusões, falando muito ao telefone durante a investigação, enrolando os fios dos equipamentos errados e até falhando na hora da análise. Mas quando trabalha, ele trabalha com eficiência, portanto fez parte dos dois Ghost Hunters.

## Outros Trabalhos
Ghost Hunters
Ghost Hunters (Os Caçadores de Fantasmas) é um programa transimitido no SyFy Channel, de dia eles são encanadores e a noite eles são Caçadores de Fantasmas. Jason Hawes e Grant Wilson são os investigadores Chefes e produtores do programa e os fundadores da TAPS(A Sociedade Paranormal do Atlântico). A Equipe da TAPS investiga acontecimentos estranhos e questões paranormais. O Programa tem 1 hora de duração, no qual mostra a investigação completa, buscas de provas e o significado delas sendo que no fim de cada trabalho tudo isso é contado ao cliente.